# János Kárpáti
János Kárpáti (* 11. Juli 1932 in Budapest; † 19. März 2021) war ein ungarischer Musikwissenschaftler.

## Leben
Er studierte von 1951 bis 1956 an der Budapester Musikakademie bei Dénes Bartha, Zoltán Kodály und Bence Szabolcsi (Diplom 1956). 1957/58 sammelte er Volksmusik in Marokko. Ab 1961 leitete Kárpáti die Bibliothek der Budapester Franz-Liszt-Musikakademie, ab 1971 war er deren Direktor und unterrichtete ebenda Musikgeschichte, Bibliographie, musikalische Orientalistik und Bartók-Analyse. Professor war er seit 1983. 1968 wurde er CSc., 1996 DSc. Kárpáti forschte in Japan 1978, 1988, 1994 und in Korea 1990. Er gewann den Erkel-Preis 1971, den Großen Preis der Vereinigung Ungarischer Schaffender Künstler 1994 und die Medaille der American Liszt Society 1996, Széchenyi-Preis 2005.
János Kárpáti hielt Kurse und Vorträge in den USA 1981–1983, zwischen 1988 und 1994 mehrmals in Japan, 1996 in Kanada. Von 1980 bis 1986 war er stellvertretender Vorsitzender der Internationalen Vereinigung der Musikbibliotheken, Musikarchive und Musikdokumentationszentren. 1998–2007 war er Vorsitzender der Ungarischen Gesellschaft für Musikwissenschaft. Kárpátis Hauptforschungsgebiete waren die Musik von Bartók, insbesondere musiktheoretische und ästhetische Fragen seiner Kammermusik, sowie die orientalischen traditionellen Musikkulturen.

## Werke
(Auswahl; wenn nicht anders angegeben, ersch. in Budapest)
Bücher
- Domenico Scarlatti, 1959
- Arnold Schönberg, 1963
- Bartók’s String Quartets, 1975
- Bartók’s Chamber Music, Stuyvesant/N.Y. 1994; jap. Tokyo 1998
- Kelet zenéje (Musik des Orients), 1981, (2)1998
- Zenészeti Közlöny 1882, Zenevilág 1890-1891, Zeneirodalmi Szemle - Művészeti Lapok 1894–1896, Ann Arbor/Mich. 1996 (= RIPM) (Hrsg.)
- Tánc a mennyei barlang előtt: Zene és mítosz a japán rituális hagyományban (Tanz vor der himmlischen Höhle: Musik und Mythos in der jap. rituellen Tradition), 1998
- Szőllősy András, 1999
- Liszt Academy of Music, Budapest, 2000 (Hrsg.)
- Symphonia hungarorum. Magyarország zenekultúrájának ezer éve (1000 Jahre Musikkultur in Ungarn), 2001 (Hrsg.)
- Bartók-analitika (Bartók Analysis), 2003.

Aufsätze
- Mélodie, vers et structure strophique dans la musique berbère (imazighen) du Maroc Central, in: SM 1, 1961, 451-473
- Béla Bartók et la musique arabe, in: Musique hongroise, hrsg. von M. Fleuret, P. 1962, 92-105
- Béla Bartók and the East, in: SM 6, 1964, 179-194; Neudr. in: Music East and West, hrsg. von I. Rahman, New Delhi 1964, 90-96
- Les Gammes populaires et le système chromatique dans l'oeuvre de Béla Bartók, in: SM 11, 1969, 227-240
- Le Désaccordage dans la technique de composition de Bartók, in: Kgr.Ber. Budapest 1971 (Internat. Musicological Conference in Commemoration of Béla Bartók), 1972, 41-52
- Kurtág György: Bornemisza Péter mondásai (Gy. Kurtág: Die Sprüche des P. Bornemisza), in: Magyar Zene 15, 1974, 115-133
- Tonality in Japanese Court Music, in: SM 25, 1983, 171-182
- Wandelt sich das ungar. Liszt-Verständnis? Schwerpunkte der ungar. Liszt-Forschung seit 1945, in: Kgr.Ber. Eisenstadt 1986 (Liszt heute), Eisenstadt 1987, 127-140
- Cromatismo polimodale e politonalità nei quartetti di Bartók, in: Ethnomusicologica, hrsg. von D. Carpitella, Siena 1989, 107-126 (= Quaderni dell'Accad. Chigiana 43)
- Myth as Organological Facts, in: SM 31, 1989, 5-38
- Mythic and Ritual Correlations of Instrument Symbolism in Asian Music, in: Kgr.Ber. IMS Osaka 1990 (Tradition and Its Future in Music), Osaka/Tokio 1991, 231-236
- Amaterasu and Demeter: about a Japanese-Greek Mythological Analogy, in: International Journal of Musicology 2, 1993, 9-21
- Piano Works of the War Years, in: The Bartók Companion, hrsg. von M. Gillies, L. 1993, 146-161
- Early String Quartets, in: dass., 226-242
- The First Two Piano Concertos, in: dass., 498-514
- Perfect and Mistuned Structures in Bartók's Music, in: SM 36, 1995, 365-380
- András Szőllősy représenté par trois oeuvres caractéristiques, in: Cahiers d'études hongroises 8, P. 1996, 177-185
- From the Ungaresca to the Allegro barbaro: Responses to Hungarian Music Abroad, in: Hungarian Quarterly 38, 1997, Nr. 147, 124-132
- Bartók in North Afrika: A Unique Fieldwork and Its Impact on His Music, in: Bartók Perspectives: Man, Composer, and Ethnomusicologist, hrsg. von E. Antokoletz/V. Fischer/B. Suchoff, Oxd./N.Y. 2000, 171-184
- Music of the Lion Dance in Japanese Tradition, in: SM 41, 2000, 107-117